# Нямозеро
Нямозеро — пресноводное озеро на территории сельского поселения Зареченск Кандалакшского района Мурманской области.

## Общие сведения
Площадь озера — 8,8 км², площадь водосборного бассейна — 626 км². Располагается на высоте 131,3 метров над уровнем моря.
Форма озера продолговатая: оно почти на двенадцать километров вытянуто с запада на восток. Берега каменисто-песчаные, преимущественно возвышенные, местами скалистые.
Через Нямозеро течёт река Каменная, впадающая в Ковдозеро, через которое протекает река Ковда, впадающая, в свою очередь, в Белое море.
В озере расположено более десятка безымянных островов различной площади, рассредоточенных по всей площади водоёма, однако их количество может варьироваться в зависимости от уровня воды.
На южном берегу Нямозера располагается одноимённый посёлок при станции, через который параллельно берегу водоёма проходит железнодорожная ветка Ручьи-Карельские — Алакуртти. У западной оконечности Нямозера проходит автодорога местного значения.
Населённые пункты вблизи водоёма отсутствуют.
Код объекта в государственном водном реестре — 02020000611102000001419.